# دومينيك فرانس بيكار
الملكة فضيلة (بالفرنسية: Dominique-France Picard)‏ أو دومينيك فرانس بيكار (ولدت باريس، فرنسا، في با23 نوفمبر 1948) لعائلة يهودية. هي الزوجة السابقة لملك مصر فؤاد الثاني
التقت بالملك أحمد فؤاد في موناكو في القصر الملكي وبعد الزواج انتقلا للعيش في باريس، وعلى الرغم من خسارة الملك للعرش إلا أنها كانت تقول انها تشعر انها صاحبة الجلالة فضيلة ملكة مصر وقد أنجبت منه ولدين وبنتًا.
وقد دبت الخلافات بينهما وأنفصلا في عام أصدرت محكمة سويسرية حكمًا بطلاقهما في 9 مايو 2006، إلا أن فضيلة استئنفت الحكم وطالبت ببطلان حكم الطلاق، إلا أن محكمة الاستئناف السويسرية رفضت الطلب، وأكد ذلك قرار المحكمة الفيدرالية الذي صدر في 16 يوليو 2007. وفي 18 أغسطس 2008 صدر القرار النهائي للطلاق حيث تم تأكيده وأصبح ملزمًا 